# Momentum (film)
 For alternative betydninger, se Momentum. (Se også artikler, som begynder med Momentum)
Momentum er en dansk kortfilm fra 2014 instrueret af Svend Ploug Johansen.

## Handling
I årevis har Anna været besat af at opfinde verdens første tidsmaskine. En dag får hun uventet besøg af en mystisk person, som tilbyder sin hjælp. Hvem er denne person, og hvilken skjult dagsorden lurer under overfladen? Kan man rejse i tiden? Kan tiden ændres? Eller er skæbnen i sidste ende uforanderlig?

## Medvirkende
- Mathilde Norholt, Anna
- Caroline Dohn Vognbjerg, Stand-in for Mathilde Norholt